# Sinijska klima
Sinijska (Kineska) klima je umjerena klima. Ovu klimu karakteriziraju mala količina padalina, ali zato vrlo hladne zime i vrlo topla ljeta. Nije pogodna za proizvodnju bilo kakvog voća ili povrća. Područja s ovakvom klimom su slabo naseljena, jer nije pogodna za usjeve.